# Blicklähmung
Blicklähmung oder Blickparese ist eine Störung gleichsinniger Augenbewegungen. Sie kommt durch Läsionen der supranukleären Blickzentren im Gehirn zustande. Die Einschränkung der Beweglichkeit des rechten und linken Auges sind bei "reinen" Blicklähmungen annähernd gleich. Ein Schielen besteht in diesen Fällen in der Regel nicht. Wesentlich häufiger kommen jedoch Kombinationen mit Formen von Lähmungsschielen vor, da sich die Blickzentren in enger Nachbarschaft zu den Kerngebieten und Wurzeln der Hirnnerven III, IV und VI befinden. Das Vorhandensein eines Schielens schließt demnach eine Blicklähmung keinesfalls aus.

## Horizontale, einseitige Blicklähmung
Anhaltende Blicklähmungen zu einer Seite sind auf Störungen der ipsilateralen pontinen Strukturen zurückzuführen und betreffen entweder den Abducens-Kern oder die Paramediane pontine Formatio reticularis (PPRF). Hierbei fällt auf, dass bei Schädigungen des Abducens-Kerns sämtliche Augenbewegungen zur Seite gestört sind, während bei Läsionen der PPRF die Folgebewegungen und der vestibulo-okuläre Reflex (Puppenkopf-Phänomen) erhalten sind. Lediglich die schnellen Blickziel- und Kommandobewegungen sowie Sakkaden und schnelle Nystagmusphasen sind gestört.
Im Gegensatz zu Ponsläsionen führen Hemisphärenläsionen – häufig nach Schlaganfällen – fast ausschließlich zu vorübergehenden Blicklähmungen. Auch finden sich Blicklähmungen nach links wesentlich häufiger als solche nach rechts, was auf eine unterschiedliche Organisation der Verarbeitung von Blickimpulsen in der rechten und linken Hemisphäre schließen lässt.

## Horizontale, beidseitige Blicklähmung
Blicklähmungen nach rechts und links (unter Erhaltung der vertikalen Blickbewegungen) können entweder auf beidseitige Läsionen der Abducens-Kerne oder auf beidseitige Läsionen der oberen Anteile der PPRF zurückzuführen sein. Isolierte horizontale Blicklähmungen mit erhaltener Konvergenzreaktion kommen gelegentlich in angeborener Form vor.

## Vertikale Blicklähmungen
Störungen, die auf die raschen Augenbewegungen in der vertikalen Ebene – also beim Blick nach oben und unten – beschränkt sind, können sicher im Gebiet des Mittelhirns lokalisiert werden. Alle vertikalen supranukleären Augenbewegungsstörungen fasst man unter dem Begriff des Parinaud-Syndroms zusammen. Hierbei sind isolierte Lähmungen des Abblicks wesentlich seltener als Störungen des Aufblicks. Viele Patienten zeigen einen konvergierenden Nystagmus, dessen Entstehung noch nicht geklärt ist. Verstärken lässt sich dieses Symptom noch durch das Anbieten eines optokinetischen Reizmusters, das man von oben nach unten bewegt. Als einfacher klinischer Test ist dies von großer diagnostischer Bedeutung.
Die vertikale Blicklähmung ist auch ein diagnostisches Kriterium für die Progressive supranukleäre Blickparese (Steele-Richardson-Olszewski-Syndrom), eine neurodegenerative Erkrankung mit parkinsonartigen Symptomen.
Die vertikale Blicklähmung ist ebenfalls ein wichtiger Hinweis auf eine mögliche Erkrankung an der Niemann-Pick-Krankheit. Diese ist eine genetische Erkrankung, die meist im Kindesalter auftritt, einen fulminanten Verlauf haben kann und häufig aus Unkenntnis viel zu spät diagnostiziert wird.
Eine weitere Form vertikaler Blicklähmungen nach oben zeigt sich bei einem frühkindlichen Hydrocephalus mit dem klassischen Sonnenuntergangsphänomen.